# AEC Matador
L’AEC Matador est un tracteur d'artillerie construit par Associated Equipment Company (AEC) pour les forces britanniques et du Commonwealth durant la Seconde Guerre mondiale. AEC avait déjà construit un camion à 2 roues motrices, également connu sous le nom de Matador (tous leurs camions recevaient des noms en M).

## Description
Le Matador se reconnaît à sa cabine à l'avant plat et au toit recourbé, quatre roues très écartées et un plateau couvert par une toile ou une bâche. La cabine était en frêne revêtu d'acier. Comme tous les tracteurs d'artillerie, il était équipé d'un treuil (de 7 tonnes, dans le cas précis). Il servit de base au véhicule de commandement blindé Dorchester.
AEC produisit aussi sur sa base un gros véhicule à 6 roues motrices, le Marshall (modèle O854), appelé aussi appelé Matador de façon informelle. Le O854 servit lui-même de base à un véhicule de commandement blindé, le O857.

## Service

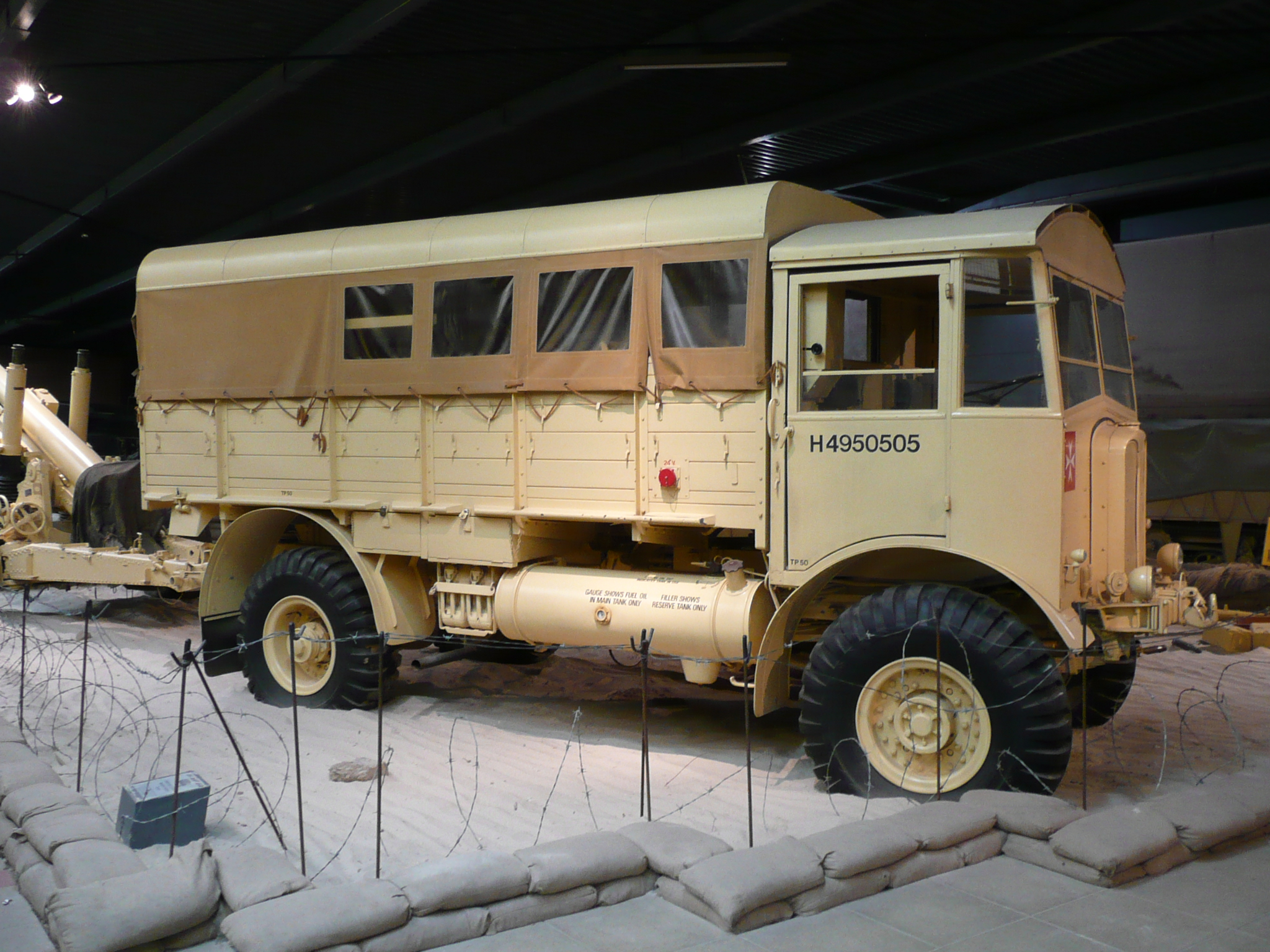
Un AEC Matador à l'Imperial War Museum de Duxford.

Environ 9 000 Matadors ont été construits, dont certains destinés à la Royal Air Force (RAF).
Dans l'Armée de terre britannique, il joua le rôle de tracteur d'artillerie moyen, entre le Morris C8 Quad, qui tractait des pièces d'artillerie plus petites comme l'Ordnance QF 25 pounder, et le Scammell Pioneer, qui tirait des pièces plus lourdes comme l'Obusier de 7,2 pouces. Il était généralement utilisé pour tracter le Canon de 5,5 pouces et le canon antiaérien QF 3,7 pouces. Il se révéla pratique et fut souvent adapté pour d'autres missions, notamment pour transporter l'Ordnance QF 25 pounder.

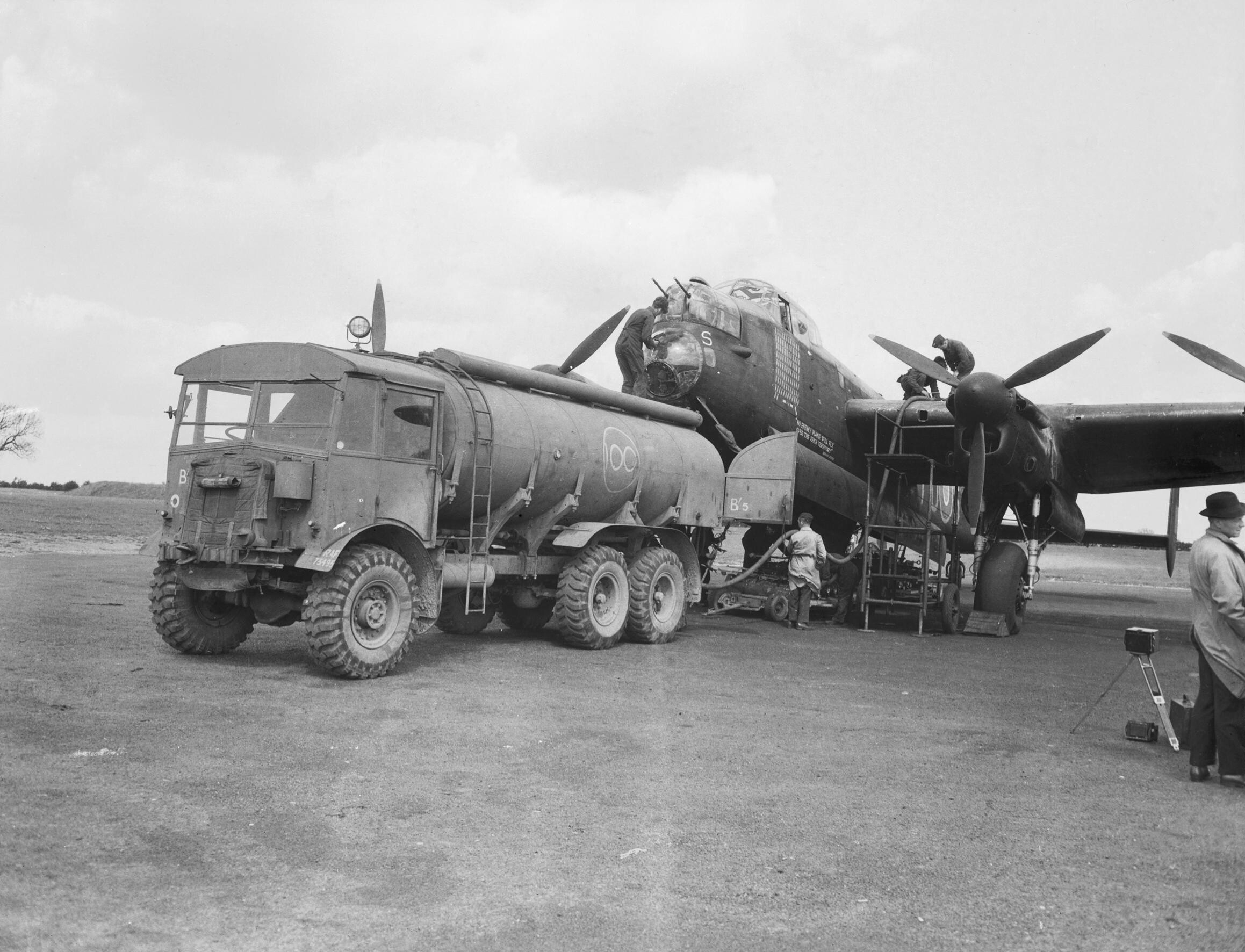
Un AEC 854 ravitaillant un Avro Lancaster en 1944.

La Royal Air Force utilisa ses Matadors en plateau nu pour transporter du matériel (ils avaient 10 tonnes de charge utile). Le Matador Type A, à 6 roues, fut utilisé comme camion-citerne, capable de transporter 11 350 litres de combustible, et aussi pour tirer à terre les hydravions Short S.25 Sunderland.
En 1942-1943, certains Matador furent équipés du canon anti-char Ordnance QF 6 pounder pour la guerre du désert, donnant naissance à l'AEC Mk1 Gun Carrier « Deacon ».
L'Armée canadienne utilisa aussi le Matador au cours de la Seconde Guerre mondiale.
Après la guerre, le Matador fut utilisé dans le civil comme véhicule de dépannage, véhicule de chantier et par les forains. Il fut également utilisé dans les travaux forestiers, grâce à ses bonnes performances en tout-terrain.